# سوهان‌ماهی جاروبی
سوهان‌ماهی جاروبی (نام علمی: Amanses scopas) نام یک گونه از تیره سوهان‌ماهی است.